# Женодрага
Женодрага (хрв. Ženodraga, итал. Senandraghi) је насељено место у општини Вишњан, Истарска жупанија, Хрватска.

## Историја
До територијалне реорганизације у Хрватској била је у саставу старе општине Пореч.

## Становништво
У попису становништва из 2011. године, Женодрага је имала 25 становника.
| Број становника према пописима | Број становника према пописима | Број становника према пописима | Број становника према пописима | Број становника према пописима | Број становника према пописима | Број становника према пописима | Број становника према пописима | Број становника према пописима | Број становника према пописима | Број становника према пописима | Број становника према пописима | Број становника према пописима | Број становника према пописима | Број становника према пописима | Број становника према пописима |
| ------------------------------ | ------------------------------ | ------------------------------ | ------------------------------ | ------------------------------ | ------------------------------ | ------------------------------ | ------------------------------ | ------------------------------ | ------------------------------ | ------------------------------ | ------------------------------ | ------------------------------ | ------------------------------ | ------------------------------ | ------------------------------ |
| 1857                           | 1869                           | 1880                           | 1890                           | 1900                           | 1910                           | 1921                           | 1931                           | 1948                           | 1953                           | 1961                           | 1971                           | 1981                           | 1991                           | 2001                           | 2011                           |
| 0                              | 0                              | 30                             | 38                             | 57                             | 61                             | 0                              | 0                              | 45                             | 46                             | 35                             | 35                             | 29                             | 34                             | 28                             | 25                             |

Напомена: Године 1857, 1869, 1921. и 1931. подаци су садржани у насељу Бачва. Од 1880. до 1900. исказивано као део насеља.